# 偏移量
在计算机科学中，一个数组或数据结构对象内的偏移量是指數組或对象的起点与所要尋找的值之间的距离，該距離是一個整數值。例如在字符数组 "abcdef "中，字符 "d "與a之間的偏移量為3。